# Аббега
Аббега (нід. Abbega, фриз. Abbegea) — село в нідерландській провінції Фрисландія. Входить до муніципалітету Південно-Західна Фрисландія.
Його площа становить 0,24км², а населення станом на 2021 рік складало 230 осіб.